# مقاطعة أهر
مقاطعة أهر (بالفارسية: شهرستان اهر) هي إحدى مقاطعات محافظة أذربيجان الشرقية في إيران. عاصمة المقاطعة هي أهر. حسب تعداد 2006، بلغ عدد السكان 147,781 نسمة في 34,067 عائلة.